# Ираде за румънска народност
Ирадето за признаване на румънски милет е указ на османския султан Абдул Хамид II от 22 май 1905 година. На новопризнатата народност е позволено да отваря румънски училища и църкви. Ирадето е връхна точна на усилията на Румънската пропаганда сред куцовласите в Македония, Епир и Тесалия - арумъни и мъгленорумъни.
Със султанско ираде живущите в Македония арумъни (куцовласи) са признати като самостоятелна националност още през 1896 г. Ирадето от 1905 г. е в голяма степен заслуга на румънския посланик в Цариград Александру Емануел Лаховари и на Обществото за македонорумънска култура. Подписано е на 9/22 май и публикувано на 10/23 май, в деня, когато Кралство Румъния празнува 39-ата годишнина от възкачването на престола на Карол I.
Ирадето е посрещнато с тържествени арумънски манифестации в Солун, Битоля, Крушево и Горна Джумая и молебени за здравето на султана, организирани от османската администрация, румънските консули и местните румънски лидери. „Курие де Балкан“ пише:
| „ | Негово величество султанът, като взима предвид молбите, издигнати пред Имперския Му трон, от подчинените му арумъни, благоволи да разпореди, щото, те да се радват на гражданските права, на които се радват и останалите подчинени мюсюлмани. | “ |

Датата 23 май се празнува в Румъния до 1948 година, когато е забранен от комунистическата власт, но продължава да се отбелязва в румънската диаспора.